# Broadway (linea IND Crosstown)
Broadway è una fermata della metropolitana di New York situata sulla linea IND Crosstown. Nel 2019 è stata utilizzata da 1 506 905 passeggeri. È servita dalla linea G, attiva 24 ore su 24.

## Storia
La stazione fu aperta il 1º luglio 1937.

## Strutture e impianti
La stazione è sotterranea, ha due banchine laterali e due binari. È posta al di sotto di Union Avenue e possiede quattro ingressi, tre all'incrocio con Broadway e uno nell'angolo sud-ovest dell'incrocio con Heyward Street.

## Interscambi
La stazione è servita da alcune autolinee gestite da NYCT Bus.
- Fermata autobus